# Richard Golle
Richard Ernst Gustav Golle (* 28. April 1895 in Berlin; † nach 1963) war ein deutscher Radrennfahrer.

## Leben
Golle war der Sohn des Schlossers Ernst Golle und dessen Ehefrau Franziska Bertha Pauline geb. Pirsch; geboren wurde er in der elterlichen Wohnung in der Rykestraße 44 in der Rosenthaler Vorstadt. Er war gelernter Werkzeugmacher und wandte sich aber 1911 dem Radrennsport auf der Straße zu. Von 1914 bis 1928 war er als Profi tätig. Zweimal, 1919 und 1923, wurde er Deutscher Meister für Berufsfahrer auf der Straße. Ab 1920 versuchte er sich als Steher auf der Bahn, nahm 1924 am Sechstagerennen von Breslau teil, kehrte aber wieder auf die Straße zurück.
Golle blieb Rennfahrer bis 1928, konnte aber keine weiteren nennenswerten Erfolge erringen. Anschließend eröffnete er ein Fahrradhaus in Pankow und war bis 1937 in den Berliner Adressbüchern verzeichnet.

## Privates
Im Jahre 1917 verlobte er sich mit der Putzmacherin Emma Krause; die geplante Heirat am 3. November fand nicht statt, da er nicht beim Standesamt erschien. Einen Monat später geschah das gleiche mit der Arbeiterin Gertrud Helene Charlotte Schneider, auch hier erschien er wieder nicht beim Standesamt. Im Januar 1918 heiratete er schließlich die Arbeiterin Gertrud Lange; die Ehe wurde 1922 geschieden. Im Jahr darauf heiratete er die Näherin Friederike Kluge; diese Ehe wurde 1929 geschieden. 1940 heiratete er in Berlin-Johannisthal ein drittes Mal, 1963 schloss er in Bayerischzell seine vierte Ehe. Über seinen weiteren Lebenslauf ist nichts bekannt.